# NGC 2616
NGC 2616 је лентикуларна галаксија у сазвежђу Хидра која се налази на NGC листи објеката дубоког неба.
Деклинација објекта је - 1° 51' 3" а ректасцензија 8h 35m 34,0s. Привидна величина (магнитуда) објекта NGC 2616 износи 12,7 а фотографска магнитуда 13,7. NGC 2616 је још познат и под ознакама UGC 4489, MCG 0-22-21, CGCG 4-69, PGC 24129.